# Francisco de Paula Coronado y Alvaro
Francisco de Paula Coronado y Alvaro (L'Havana, 8 de gener de 1870 - L'Havana, 30 de novembre de 1946) va ser un humanista, enciclopedista, historiador, professor, bibliotecari i bibliòfil cubà, director de la Biblioteca Nacional de Cuba José Martí entre 1920 i 1946.
Va estudiar pedagogia, dret civil i filosofia i lletres a la Universitat de l'Havana. Va exercir de mestre d'escola en diverses escoles públiques de l'Havana. El 1986 va emigrar als Estats Units. A Nova York va ser redactor de Patria i cofundador de Cacarajícara. En acabar la guerra, el 1988, va tornar a Cuba. Va ser secretari de la legació cubana a Mèxic (1902-1904) i va treballar a la Secretaria d'Educació. Va col·laborar en La República, La Habana Elegante, El Fígaro, La Discusión, El Hogar, Cuba y América, La República Ibérica, Social, El Porvenir (Nova York, 1898), Cuba y Puerto Rico (Nova York, 1898). A finals de 1920 fou nomenat director de la Biblioteca Nacional de Cuba, càrrec que va exercir fins a la seva mort. Va pertànyer a la Societat Cubana de Teatre, a l'Ateneu de l'Havana, a l'Acadèmia de la Història de Cuba, de la qual fou membre fundador, i a la Reial Acadèmia Espanyola (RAE). La seva passió pels llibres i la cultura cubana el va portar a acumular una valuosa biblioteca particular, dedicant gran part de la seva vida a recol·lectar llibres, diaris i revistes dels segles xviii i xixrica en manuscrits i edicions príncep, la qual va ser adquirida per la Universitat de Las Villas a 1960.
Entre les seves obres cal destacar Apuntes para la vida del General Antonio Maceo (Nova York, 1897), Crímenes de España en Cuba (Nova York, 1898), La toma de Cárdenas el 1930 (l'Havana, 1900), Las ediciones de Plácido (l'Havana, 1909) i altres. Va fer el prefaci a l'edició de 1929 de la Historia de la isla y catedral de Cuba, de Morell de Santa Cruz. Va utilitzar els pseudònims César de Madrid -amb el qual va exercir la crítica literària de to humorístic-, Paul Beth, Paul Mabeth, El caballero de la blanca luna, Fray Mostén, Pedro Sánchez, Panfilón, Panfilito, Marcelo Du-Quesne, Clarinete. Entre les publicacions relacionades amb la biblioteconomía destaca el seu Manual de Bibliotecología, el qual és publicat el 1942 com a acord del Congrés de Bibliotecaris, Arxivers i Conservadors de Museus del Carib, i on es reflecteix la seva experiència laboral a la Biblioteca Nacional.